# Dasychoproctis euryala
Dasychoproctis euryala är en fjärilsart som beskrevs av Pierre E.L. Viette 1955. Dasychoproctis euryala ingår i släktet Dasychoproctis och familjen tofsspinnare. Inga underarter finns listade i Catalogue of Life.